# Cantón de Montbarrey
El cantón de Montbarrey era una división administrativa francesa, que estaba situada en el departamento de Jura y la región de Franco Condado.

## Composición
El cantón estaba formado por trece comunas:
- Augerans
- Bans
- Belmont
- Chatelay
- Chissey-sur-Loue
- Germigney
- La Loye
- La Vieille-Loye
- Montbarrey
- Mont-sous-Vaudrey
- Santans
- Souvans
- Vaudrey

## Supresión del cantón de Montbarrey
En aplicación del Decreto nº 2014-165 de 17 de febrero de 2014, el cantón de Montbarrey fue suprimido el 22 de marzo de 2015 y sus 13 comunas pasaron a formar parte del nuevo cantón de Mont-sous-Vaudrey.